# Limnophyes ninae
Limnophyes ninae är en tvåvingeart som beskrevs av Ole Anton Saether 1975. Limnophyes ninae ingår i släktet Limnophyes och familjen fjädermyggor. Arten har ej påträffats i Sverige. Inga underarter finns listade i Catalogue of Life.